# Floored
A Floored, a Sugar Ray amerikai együttes második albuma, amelyet 1997-ben adtak ki.

## Számok
1. "RPM" – 3:21
2. "Breathe" – 3:26
3. "Anyone" – 3:29
4. "Fly" – 4:52
5. "Speed Home California" – 2:42
6. "High Anxiety" – 3:31
7. "Tap, Twist, Snap" – 3:12
8. "American Pig" – 4:01
9. "Stand and Deliver" – 2:58
10. "Cash" – 1:35
11. "Invisible" – 3:10
12. "Right Direction" – 2:53
13. "Fly" – 4:05